# Potápka velká
Potápka velká (Podiceps major) je největší druh potápky na světě. Vyskytuje se v jižních oblastech Jižní Ameriky.

## Systematika
Druh popsal francouzský přírodovědec Georges Louis Leclerc de Buffon v roce 1781 v díle Histoire Naturelle des Oiseaux. Potápka velká byla vyobrazena na ručně kolorované rytině francouzského přírodovědce François-Nicolase Martineta v knize Planches Enluminées D'Histoire Naturelle, která byla zpracována pod dohledem Edme-Louise Daubentona. Ilustraci doprovázel Buffonův text. Žádná z těchto publikací však nezahrnovala vědecké jméno druhu. O pojmenování se postaral až nizozemský přírodovědec Pieter Boddaert v roce 1783, když ve svém katalogu Planches Enluminées druh pojmenoval jako Colymbus major. Moderní taxonomie zařazuje potápku velkou do početného, široce rozšířeného rodu Podiceps, který vytyčil John Latham v roce 1787.
U potápky velké se rozeznávají dva poddruhy s následujícím rozšířením:
- P. m. major, (Boddaert, 1783) – západní Peru, Paraguay, jihovýchodní Brazílie, Uruguay a střední Chile, jižní Argentina;
- P. m. navasi, (Manghi, 1984) – jižní Chile

## Výskyt
Hnízdní stanoviště potápky velké tvoří otevřené vodní plochy, převážně velká nížinatá jezera a pomalu tekoucí řeky. V oblibě má hlavně části vodních ploch s množstvím vegetace, jako jsou slepá ramena, jezerní zátočiny a močály při ústí řek. V době mimo hnízdění pobývá v zálivech pobřežních oblastí. Nehnízdící jedinci se mohou vyskytovat na moři celoročně. V roce 2023 byla celková populace odhadována na 40–140 tisíc jedinců.

## Popis
Tato velká potápka dosahuje délky těla 67–77 cm a váhy 1,6 kg. Tyto rozměry z druhu činí největšího zástupce potápek. Takřka stejně dlouhá, avšak podstatně lehčí, je potápka západní (Aechmophorus occidentalis). Přední strana krku je světlá, ta zadní je rezavá. Hřbet je tmavý, břicho bělavé. Duhovky jsou červené až tmavě hnědé.

## Biologie
Živí se hlavně menšími rybkami o velikosti od 2 do 5 cm, maximálně do 10 cm. Ryby chytá do zobáku, avšak oproti potápce západní je nenabodává zobákem. Jídelníček si zpestřuje měkkýši a korýši, v jezerních vodách uloví i vodní hmyz. Jedná se o velmi schopného potápěče, co pod vodou uplave i 50 metrovou vzdálenost.
Může zahnízdit v kteroukoliv roční dobu, i když lokálně se doba hnízdění může soustředit do specifického časového období. Hnízdí v koloniích čítajících i stovky hnízd. Hnízda si staví přímo na vodě, kde je ukotvuje ve vodní vegetaci. 